# Cees Hazenbosch
Cornelis Pieter (Cees) Hazenbosch (ur. 10 listopada 1921 w Dordrechcie, zm. 10 stycznia 1961 koło Bastogne) – holenderski polityk i ekonomista, deputowany krajowy i europejski.

## Życiorys
Studiował ekonomię na Uniwersytecie Erazma w Rotterdamie. Od 1946 pracował w fundacji wspierającej rolnictwo. Od 1950 do 1953 pracował jako doradca ekonomiczny związku zawodowego Christian Nationaal Vakverbond, doszedł w nim do stanowiska sekretarza ds. edukacji. Został także wiceprzewodniczącym międzynarodowej federacji chrześcijańskich związków zawodowych.
Wstąpił do Partii Antyrewolucyjnej. Od 1953 do śmierci pozostawał deputowanym Tweede Kamer. Od 1955 do śmierci zasiadał w Zgromadzeniu Europejskiej Wspólnoty Węgla i Stali, w 1958 przekształconym w Parlament Europejski (pełnił tam funkcję wiceprzewodniczącego). Pod koniec lat 50. rozważano jego kandydaturę na ministra stanu oraz ministra spraw społecznych i zdrowia.
Od 1946 żonaty z Geertruidą z domu Boender, miał sześcioro dzieci. Zginął w wypadku samochodowym w Belgii.